# Al-Sabka
al-Sabka (Arabisch: السبخة) is een Syrisch dorp in noorden van het Raqqa gouvernement.
De plaats is het administratieve centrum van Nahiya Sabka, een subdistrict van het district Raqqa.
Bij de volkstelling van 2004 had het dorp 11.567 inwoners.